# Camponotus auratus
Camponotus auratus é uma espécie de inseto do gênero Camponotus, pertencente à família Formicidae.